# Grande biodiversification ordovicienne
La grande biodiversification ordovicienne ou radiation évolutive ordovicienne, plus rarement explosion biologique ordovicienne désigne un phénomène de l'histoire de la vie sur Terre survenu pendant la période ordovicienne, lorsque la biodiversité de la vie océanique a fortement augmenté. Après l'« explosion cambrienne » correspondant à l'apparition de la plupart des niveaux majeurs (phyla) de la classification des taxons animaux. Après l'extinction du Cambrien-Ordovicien qui a suivi, les phyla survivants ont produit la radiation ordovicienne génératrice d'une remarquable biodiversité de moindre niveau taxonomique : ordres, familles, genres et espèces.
Cette phase de diversification biologique intervient environ 40 à 80 millions d'années après l’explosion cambrienne. Sa durée est de l’ordre de 25 millions d'années, intervalle relativement court à l'échelle des temps géologiques. Elle se situe au début et au milieu du système Ordovicien, étant datée entre 485 et 460 millions d'années.
Cette radiation majeure est appelée en anglais the Great Ordovician Biodiversification Event (GOBE).

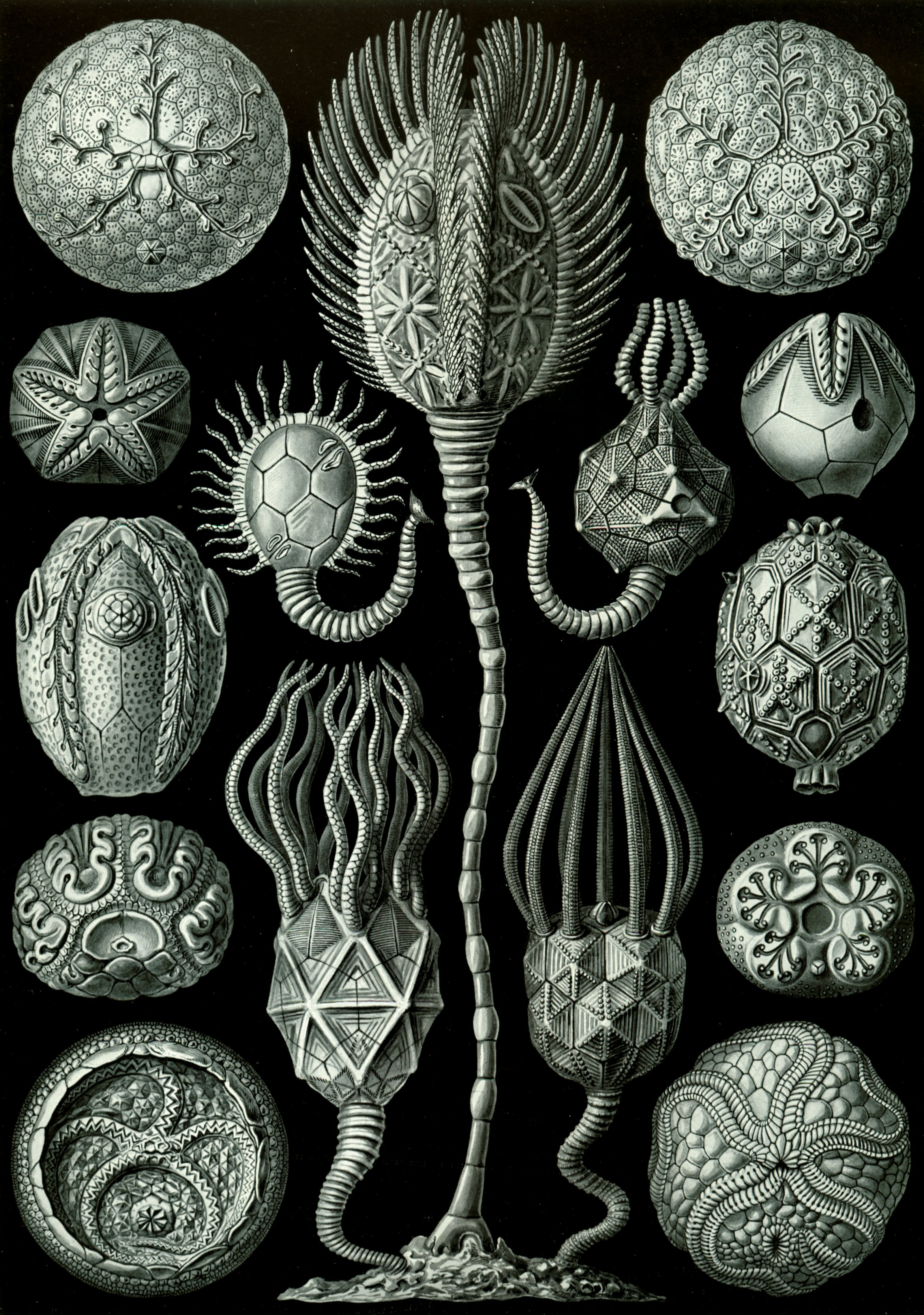
La diversité des échinodermes cystoïdes ordoviciens, planche d'Ernst Haeckel.

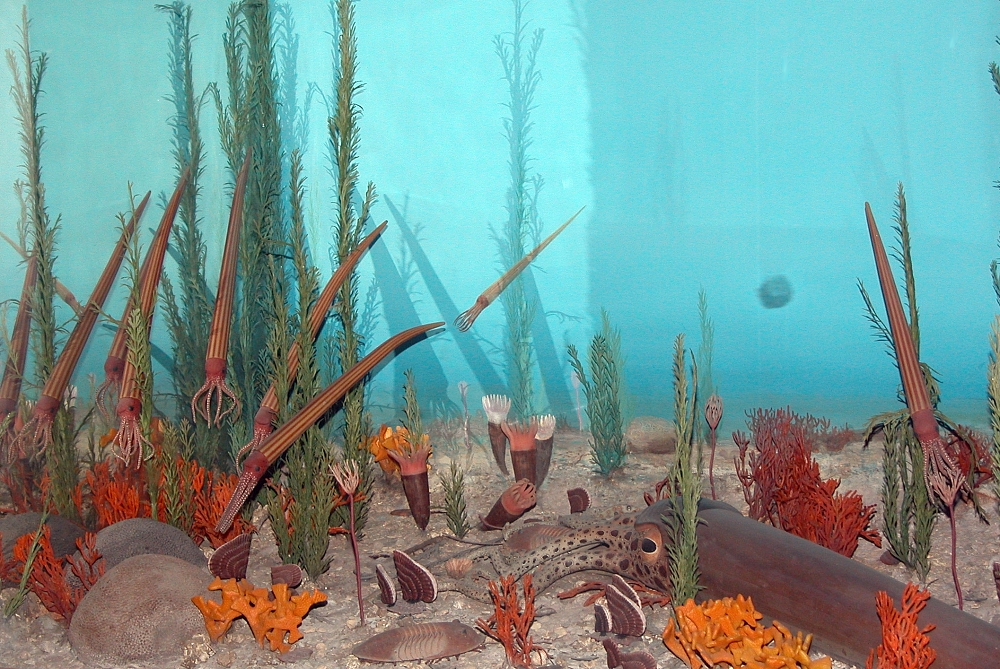
Diorama du Muséum américain reconstituant la faune marine de l'Ordovicien.

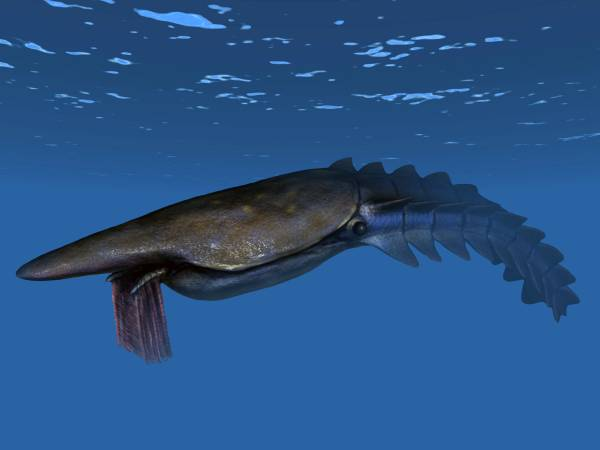
Le Hurdiidé planctonophage trémadocien Aegirocassis benmoulae, représentant de la grande diversification ordovicienne, trouvé au Maroc : restitution paléoartistique par Nobu Tamura.

## Caractéristiques
La radiation ordovicienne a été évaluée de façon quantitative par les paléontologues en se basant sur le dénombrement et l'évolution du nombre des taxons au Paléozoïque,.
Le nombre de familles d'animaux marins recensés augmente considérablement, passant d'une centaine à plus de 400 durant la radiation ordovicienne ; le nombre de genres évolue d'environ 500 à plus de 1 600.
Cet événement concerne la plupart des groupes d'animaux marins : brachiopodes, échinodermes, coraux, mollusques, graptoloïdes, conodontes, acritarches… Il en est de même pour le microphytoplancton qui voit son nombre d'espèces croître d'environ 200 à 500.
La découverte de plusieurs gisements d'âge Ordovicien inférieur dans la formation des argiles de Fezouata, dans la région de Zagora (Anti-Atlas central, Maroc), a montré la persistance des faunes du Cambrien sur une durée bien plus longue qu'envisagé initialement. Ces faunes rappellent celles du célèbre site des schistes de Burgess au Canada avec des animaux caractéristiques (anomalocarides, marrellomorphes, etc.) qui désormais coexistent avec des taxons typiquement ordoviciens : cirripèdes, euryptérides, limules… L'extinction du Cambrien-Ordovicien entre les grandes biodiversifications cambrienne et ordovicienne, s'avère ainsi plus graduelle et moins brusque que précédemment décrite,,.

## Causes
Les causes du phénomène sont difficiles à cerner, d'autant que l'événement est ancien, et de nombreuses études sont toujours en cours, mais il est de règle en histoire naturelle qu'une phase d'extinction est suivie par une phase de radiation. Pour expliquer chaque phase, un grand nombre de facteurs sont aujourd'hui envisagés : certains extrinsèques (géologiques, climatiques), d'autres intrinsèques (biologiques). Les causes d'apparition, de modification, de préservation ou de disparition des habitats marins sont étudiées en utilisant toute la palette des techniques de la géologie, dont la paléontologie, la sédimentologie, la paléovolcanologie, la géochimie, d'étude des phases d'anoxie océanique, des cratères d'impact météoritiques, de la paléogéographie, de la paléoclimatologie et des analyses isotopiques entre autres. 
Parmi les causes possibles on envisage :
- l’Ordovicien inférieur et moyen est une période d’intense expansion du plancher océanique à partir des dorsales : les masses continentales sont alors très dispersées et très enfoncées dans le manteau supérieur, ce qui explique le haut niveau marin, le plus élevé du Paléozoïque (qui va atteindre avant la fin de l'Ordovicien une cote plus de 200 mètres de plus que le niveau actuel des océans[9]. Les eaux marines transgressives sur les continents y recouvrent de vastes plateformes continentales peu profondes et bien éclairées notamment en zone intertropicale[10] ;
- cette configuration paléogéographique multipliant les habitats marins de faible profondeur, est connue comme la plus propice à la diversification des faunes marines au cours de l’érathème Paléozoïque[1] ;
- l’intense activité volcanique de cette période favorise la disponibilité d’éléments nutritifs dans les océans qui permettent le développement considérable du phyto- et zooplancton, qui eux-mêmes stimulent le développement d'organismes qui s'en nourrissent, induisant ainsi un profond changement des chaînes alimentaires[4],[11] ;
- la température des océans, supérieure à 40 °C à la base de l'Ordovicien, donc favorable aux anoxies et létale pour un grand nombre d'animaux marins, baisse sensiblement ensuite, rendant le climat beaucoup plus viable, probablement équivalent à celui des zones équatoriales actuelles[12] ;
- enfin, le rôle d'une importante « pluie cométaire ou météoritique » issue de la fragmentation d’un grand astéroïde (ou groupe d'astéroïdes) a aussi été envisagé. Les multiples cratères d'impact ordoviciens ont pu à la fois détruire des environnements, mais aussi créer de nouveaux habitats prêts à être colonisés. Les traces de l'événement sont enregistrées dans les sédiments par la présence de grains de chromite extra-terrestre mise en évidence aussi bien en Scandinavie qu'en Chine[13]. La datation de ces impacts à 470 millions d'années, légèrement décalée par rapport au début de la radiation ordovicienne, fait que le rôle de ces fragments d'astéroïdes est discuté[1].

## Conséquences

Ce graphique bleu indique le pourcentage apparent (pas en nombre absolu) de genres d'animaux marins ayant disparu au cours d'un intervalle de temps. Les colonnes « basses » correspondent aux périodes de diversification, dont l'ordovicienne (« O » moyen vert foncé, à gauche).

## Événement rapide ou évolution lente?
Les termes « explosion cambrienne » et « grande biodiversification ordovicienne » (en anglais on parle même d'« événement », The Great Ordovician Biodiversification Event) expriment la rapidité supposée de ces périodes de biodiversification, généralement datées autour de −541 Ma pour l'une et −470 Ma pour l'autre. En 2023, une étude de l'ensemble des courbes de biodiversité disponibles remet en cause cette vision : elle montre l'existence d'une seule phase de diversification des animaux à grande échelle et à long terme, qui s'étend du Précambrien terminal à la fin du Silurien au moins, sur une durée d'au moins 100 Ma. Ni une « explosion » brutale de diversité au Cambrien ni un « événement » significatif à l'Ordovicien ne sont visibles dans ces études de biodiversité. La séparation entre les diversifications cambrienne et ordovicienne résulte principalement d’une absence de données au Cambrien terminal dans la Paleobiology Database, séparant ainsi artificiellement les deux périodes,.